# Tour d'Anzeinde
Tour d'Anzeinde är en bergstopp i Schweiz. Den ligger i distriktet Aigle och kantonen Vaud, i den sydvästra delen av landet, 80 km söder om huvudstaden Bern. Toppen på Tour d'Anzeinde är 2 170 meter över havet.